# Metsaküla (Ridala)
Metsaküla – wieś w Estonii, w prowincji Lääne, w gminie Ridala.